# Irene Peacock
Irene Evelyn Bowder Peacock, južnoafriška tenisačica, * 27. julij 1892, Firozpur, Britanska Indija, † 13. junij 1978, Johannesburg, Južna Afrika.
V posamični konkurenci je največji uspeh kariere dosegla leta 1927, ko se je uvrstila v finale turnirja za Amatersko prvenstvo Francije, kjer jo je premagala Kea Bouman v dveh nizih. Na turnirjih za Prvenstvo Anglije se je najdlje uvrstila v četrtfinale leta 1927. V konkurenci ženskih dvojic je leta 1927 skupaj z Bobbie Heine osvojila turnir za Amatersko prvenstvo Francije, na turnirju za Prvenstvo Anglije pa se je dvakrat uvrstila v finale.

## Finali Grand Slamov

### Posamično (1)

#### Porazi (1)
| Leto | Turnir                       | Nasprotnica v finalu | Rezultat finala |
| 1927 | Amatersko prvenstvo Francije | Kea Bouman           | 2–6, 4–6        |

### Ženske dvojice (3)

#### Zmage (1)
| Leto | Turnir                       | Partnerica   | Nasprotnici v finalu         | Rezultat finala |
| 1927 | Amatersko prvenstvo Francije | Bobbie Heine | Peggy Mitchell Phoebe Watson | 6–2, 6–1        |

#### Porazi (2)
| Leto | Turnir                | Partnerica        | Nasprotnici v finalu           | Rezultat finala |
| 1921 | Prvenstvo Anglije     | Geraldine Beamish | Suzanne Lenglen Elizabeth Ryan | 1–6, 2–6        |
| 1927 | Prvenstvo Anglije (2) | Bobbie Heine      | Helen Wills Elizabeth Ryan     | 3–6, 2–6        |